# Santa Teresa Mountains
Santa Teresa Mountains je menší pohoří na jihovýchodě Arizony, severovýchodně od města Tucson. Leží v kraji Graham County.
Nejvyšší horou pohoří je Mount Turnbull (2 524 m). K dalším nejvyšším vrcholům náleží Pinnacle Ridge (2 301 m) a Cottonwood Mountain (2 280 m).
Charakteristickým rysem pohoří jsou hluboké kaňony, skalní výchozy a vrcholky hor bez vegetace. Ve vyšších polohách tvoří vegetaci porosty stálezelených dubů a keře. Níže rostou především douglasky tisolisté, borovice těžké a další jehličnany. Severní část Santa Teresa Mountains je součástí indiánské rezervace Apačů San Carlos Apache Indian Reservation. Odloučenost a nízká návštěvnost pohoří vytváří vhodné prostředí pro faunu jako je medvěd hnědý nebo puma americká.